# 田登 (弘治丙辰進士)
田登（1464年—？），字有年，號偶山，山東兖州府成武縣人，軍籍，明朝政治人物。

## 生平
山東鄉試第九名。弘治九年（1496年），登丙辰科會試第二百四十五名，三甲第一百二十七名進士。歷官直隸樂亭縣知縣。累升刑部署员外郎，十二年（1517年）十二月升湖广按察司佥事，嘉靖元年（1522年）三月升山东副使，住札易州，整饬提督紫荆龙泉倒马关等处兵备，八年七月升河南布政使司右参政。

## 家族
曾祖田大；祖父田剛；父田銘，訓導。母陳氏。具庆下。